# Antipatrisz
Antipatrisz (ógörög: Αντιπατρίς; héber אנטיפטריס) történelmi város Palesztina (régió) területén, a mai Tel-Aviv közelében. Az Ószövetségben Áfek néven szerepel.
Ma egy török várat láthatunk itt, amely a keresztesek korában készült erődítmény romjaira épült. A filiszteusok idejéből való tárgyakat is találtak, a Kr. e. 12. századból.
A Sáron síkságán, egy termékeny vidéken, a Jarkon rövid, de a téli időszakban bővizű folyó forrásainak közelében állt egykor a hellenista Antipatrisz. Ennek a helyén volt Áfek (Afék), amely régi múltra tekint vissza.

## Történelem
Áfek a bronzkorban városfalakkal megerősített település volt. Szerepel egy egyiptomi, a kánaáni városokról összeírt listán is, a Kr. e 15. századból.
Az Ószövetség említése szerint a filiszteusok  itt gyűjtötték össze seregeiket, hogy Izráel ellen harcoljanak.
Nagy Heródes teljesen újjáépíttette a várost és atyjáról Antipatrisznak nevezte el. A város a Liddából Cézáreába vezető római úton feküdt. 
Az Újszövetség említése alapján ide hozták a fogoly Pál apostolt is Jeruzsálemből, mielőtt továbbvitték Cézáreába.
A város elpusztult az 1. századi római - zsidó háború alatt, de később újjáépült. A 4. században püspöki székhely volt, majd 363-ban egy földrengés újra elpusztította.
A középkorban a keresztesek emeltek itt várat, majd az ottomán törökök az 1500-as évek végén. Ennek célja az Egyiptom-Szíria közti főút (Via Maris) védelmezése volt. Később egy arab falu állt itt, amely az 1920-as években vált elhagyatottá.

## Fordítás
Ez a szócikk részben vagy egészben  az   Antipatris című angol Wikipédia-szócikk fordításán alapul.  Az eredeti cikk szerkesztőit annak laptörténete sorolja fel. Ez a jelzés csupán a megfogalmazás eredetét és a szerzői jogokat jelzi, nem szolgál a cikkben szereplő információk forrásmegjelöléseként.